# Mauro Xavier

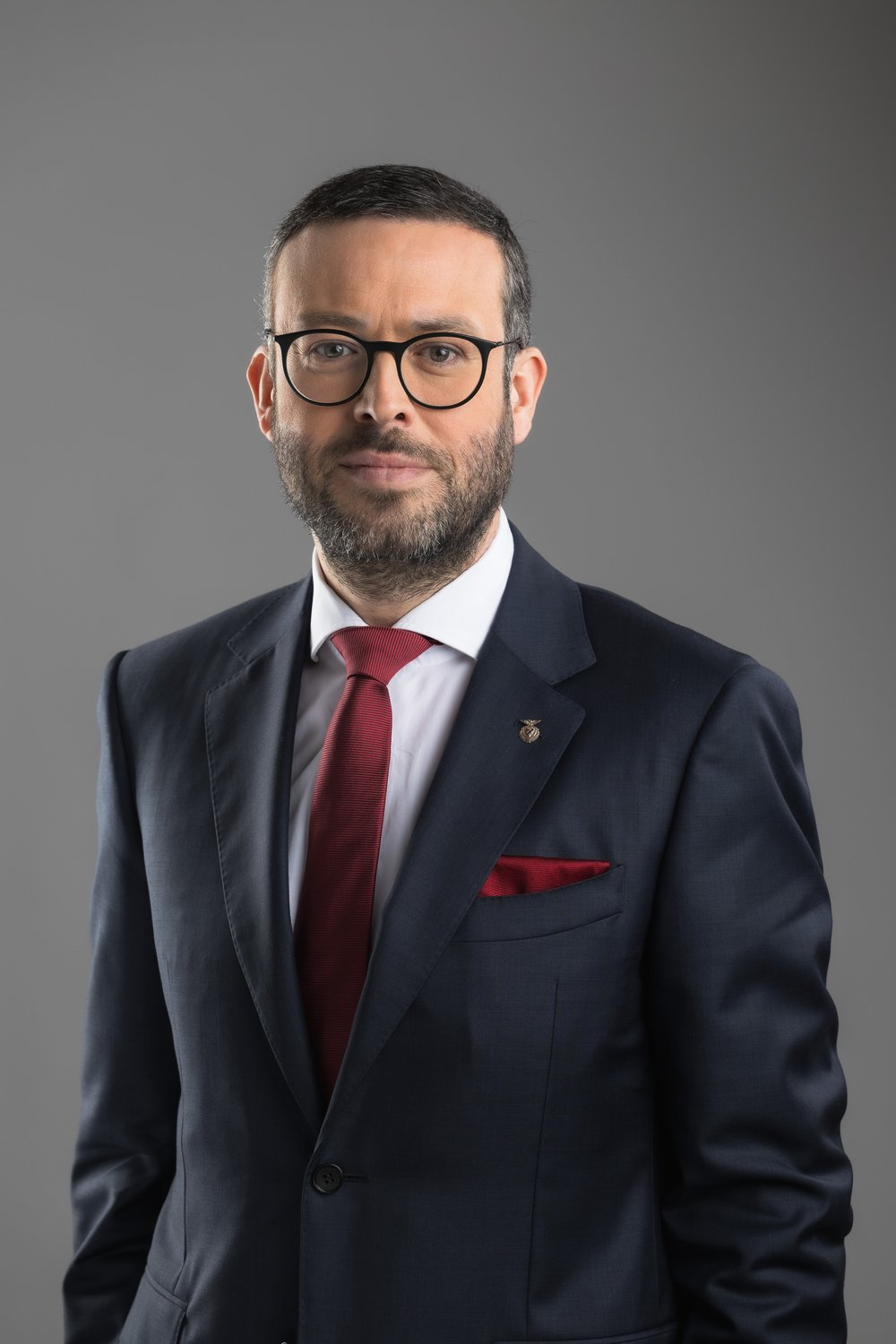
Mauro Xavier

Mauro Xavier (Abrantes, 1978) é Partner e Líder da Aliança com a Microsoft EMEA na PwC e Administrador da Fundação Benfica. Antes disso, foi Diretor-Geral para a Europa Ocidental na Microsoft, onde era responsável pela equipa Global Partner Solutions.
Sócio do Sport Lisboa e Benfica desde 1994, é um dos mais conhecidos comentadores e cronistas afetos ao clube em diferentes painéis sobre futebol. Em 2025, publicou a obra A Nossa Camisola - Caminhos para o Futuro, um livro em que apresenta uma visão estratégica para o futuro do Benfica e do futebol português.

## Percurso Profissional e Académico
Licenciado em Relações Internacionais pela Universidade do Minho, onde recebeu um prémio de mérito académico, Mauro Xavier é um dos mais conceituados gestores portugueses a nível internacional.
Após se ter especializado em instituições como o INSEAD ou a John F. Kennedy School of Government na Universidade de Harvard, Mauro Xavier foi consultor na Accenture e vice-presidente do Instituto Português da Juventude. Em 2006, foi recrutado pela Microsoft, devido à sua ampla experiência em estratégia e às suas capacidades de liderança.
Na Microsoft, foi um dos responsáveis pelo sucesso da empresa no mercado português, tendo a Microsoft Portugal sido por várias vezes eleita a melhor subsidiária da empresa.
Entre várias outras distinções, em 2017, Mauro Xavier foi considerado um dos 40 líderes empresariais do futuro pela Revista Exame, ficando em quarto lugar na categoria sub-40.
Em junho de 2021, foi nomeado para assumir na Microsoft as funções de responsável pela equipa Global Partner Solutions na Europa Ocidental, cargo que assumiu oficialmente a 3 de janeiro de 2022. Neste cargo, supervisionava mais de 500 profissionais em vários países que geriam uma rede de mais de 60 000 parceiros.
Em outubro de 2023, depois de 17 anos na Microsoft, Mauro Xavier foi anunciado pela PwC como novo líder da aliança com a Microsoft na Europa, Médio Oriente e África. Nestas funções, exercidas a partir dos escritórios de Madrid (Espanha), é responsável por todos os esforços para impulsionar a transformação digital e o crescimento, em parceria com a Microsoft, com forte ênfase em ajudar os clientes a terem sucesso através da reinvenção do modelo de negócio, transformação empresarial, estratégias de cloud e integração das soluções de Inteligência Artificial (IA) da Microsoft.

## Ligações ao Futebol
Nomeado para vice-presidente do IPJ em 2004, Mauro Xavier foi responsável pelo programa de voluntariado do Euro 2004.
Em 2006, Mauro Xavier foi eleito vogal do Conselho Fiscal da Liga Portuguesa de Futebol Profissional tendo sido, depois disso, candidato à vice-presidência da Federação Portuguesa de Futebol em 2011 na lista que enfrentou Fernando Gomes. No âmbito desta candidatura, Mauro Xavier defendeu a importância da modernização do futebol em Portugal e, em particular, da FPF.
Mauro Xavier é o sócio nº 25768 do Sport Lisboa e Benfica. Desde 2017, é vogal da administração da Fundação Benfica.Tem sido voz activa enquanto associado do Benfica com diversos artigos de opinião para A Bola e Record, onde assinou a coluna de opinião semanal Paixão Pragmática, entre outros órgãos de comunicação social. Foi, também, comentador em diferentes programas da CMTV. Nas suas intervenções televisivas, destacou-se por dar primazia à defesa do Benfica.
Em 2025, lançou o livro "A Nossa Camisola", que apresentou como um plano estratégico para o futebol português e, em particular, para o Benfica. Em entrevista ao jornal A Bola, Xavier afirmou que não fecha a porta a uma futura candidatura à presidência do clube, embora não tenha planos imediatos para tal. Destacou a importância de todos contribuírem para um Benfica melhor e enfatizou que o clube é para si uma paixão, não uma fonte de rendimento.
Em artigo no Expresso, Mauro Xavier afirmou que as ideias apresentadas não são direcionadas contra ou a favor de nenhuma direção específica, tendo antes como objetivo ajudar o Benfica a vencer mais e a crescer de forma sustentável. Para o gestor, o sucesso do clube depende da contribuição ativa dos sócios e adeptos, razão que o levou a organizar uma série de tertúlias para discutir os assuntos abordados na obra.

## Percurso Político
Militante do PSD desde 1996, Mauro Xavier foi diretor da campanha que fez de Pedro Passos Coelho líder do partido em 2010. Mais tarde, em Julho de 2012, assumiu as funções de Presidente do PSD/Lisboa.
Em 2017, Mauro Xavier abandonou o cargo de líder do PSD/Lisboa a dois meses do fim do mandato, deixando a vida política ativa e voltando à condição de militante de base.

## Vida Pessoal
Nascido em Abrantes em 1978, Mauro é casado e tem dois filhos, também eles sócios do Benfica.